# 류마티스열
류마티스열(rheumatic fever, RF)은 심장, 관절, 피부, 뇌 등에 영향을 미칠 수 있는 염증성 질환이다. 연쇄상구균의 인후 감염 이후 2 ~ 4주 뒤에 보통 발병한다. 발열, 다발성 관절통, 무도병(비자발적인 근육의 움직임), 간혹 가렵지 않은 특징적인 발진인 모서리발진 등이 증상과 징후로서 나타난다. 전체 류마티스열의 절반 정도에서 심장이 영향을 받는다. 심장판막의 손상, 즉 류마티스성 심장병(rheumatic heart disease)은 보통 여러 번의 공격 이후에 발생하지만 단 한 번의 공격만으로 발생하기도 한다. 손상을 입은 판막으로 인해 심부전, 심방세동, 판막의 감염 등의 합병증이 생길 수 있다.
류마티스열은 화농성연쇄상구균(Streptococcus pyogenes)이 인후에 감염된 후에 발병할 수 있다. 인후의 감염이 치료되지 않은 채 방치된다면 그중 3% 가량의 환자에서 류마티스열이 발병한다. 류마티스열이 발병하는 기전은 숙주 조직에 대한 항체 생산이 관련되어 있다고 여겨진다. 세균에 감염되었을 때 유전적 소인으로 인해 류마티스열 발병 가능성이 더 높은 사람들도 있다. 유전적 소인 외의 다른 위험 인자로는 영양실조와 빈곤한 경제적 위치가 있다. 류마티스열의 진단은 증상 및 징후와 최근 연쇄상구균 감염력이 있는지를 종합하여 내린다.
연쇄상구균 인두염 환자를 페니실린과 같은 항생제로 치료하여 류마티스열 발생 위험을 낮출 수 있다. 항생제 오용을 피하기 위해 인후통 증상을 보이는 환자를 대상으로 감염 여부를 검사하기도 하지만 개발도상국에서는 이런 검사를 하기 어려울 수 있다. 위생 개선과 같은 다른 예방 조치도 있다. 류마티스열과 류마티스성 심장병이 있는 환자의 경우 간혹 장기간 항생제 투여가 권장되기도 한다. 발병 이후에는 정상 상태로 서서히 돌아오기도 한다. 류마티스성 심장병이 일단 발생하고 나면 치료가 더욱 어려워진다. 판막치환술, 판막수선술 등의 수술적 조치가 필요한 경우도 있다. 수술이 필요하지 않다면 합병증은 평상시와 같이 치료한다.
매년 325,000명의 어린이가 류마티스열에 걸리며 현재 3,340만 명이 류마티스성 심장병을 앓고 있다. 류마티스열 발병은 5세에서 14세 사이의 어린이에서 더 흔하다. 또한 개발도상국에 살거나 선진국의 원주민인 경우에 더 흔히 발병한다. 1990년에는 374,000명이, 2015년에는 그보다 감소하여 319,400명이 류마티스열로 인해 사망하였다. 대부분의 사망자는 개발도상국에서 발생하였으며, 개발도상국에서 류마티스열 환자의 12.5% 가량이 매년 사망하였다. 류마티스열을 최초로 기술한 것은 기원전 5세기 히포크라테스의 저술까지 거슬러 올라간다. '류마티스열'이라는 이름은 그 증상이 일부 류마티스 질환과 유사하다는 이유로 붙여졌다.

## 같이 보기
- 연쇄상구균 신속항원검사